# Sporophile curio
Sporophila angolensis
Espèce
Statut de conservation UICN

 LC  : Préoccupation mineure
Le Sporophile curio (Sporophila angolensis) ou Picolette, est une petite espèce de passereau de Guyane réputé pour son chant extraordinaire et pour son élégante posture. 

## Description
Son plumage, gris chez les jeunes de l'espèce, devient rouge et noir,chez le mâle après leur mue.

## Captivité
Le Sporophile curio ou « picolette » est un oiseau de concours à grande valeur.

## Culture populaire
Dans le feuilleton Guyane, Louis (Isaka Sawadogo), le colossal homme de main de Serra, a une picolette à laquelle il fait écouter des compositions de Jean-Sébastien Bach. Elle apparaît plusieurs fois aux cours des épisodes. Au début du septième épisode de la première saison, son oiseau participe au championnat annuel de picolettes de Guyane. Il se rend jusqu'en finale.